# Metachromadora cancellata
Metachromadora cancellata är en rundmaskart som först beskrevs av Nathan Augustus Cobb 1933.  Metachromadora cancellata ingår i släktet Metachromadora och familjen Desmodoridae. Inga underarter finns listade i Catalogue of Life.